# Ловцы (Московская область)
Ловцы́ — село в сельском поселении Дединовское Луховицкого района Московской области России.

## История
Сёла Луховицкого района, расположенные на левом берегу Оки, отличаются спецификой своего исторического развития. К ним относятся Ловецкие Борки, Ловцы, Любичи и Дединово. Выгодное их расположение на важной водной торговой дороге предопределило неземледельческий характер занятий жителей. Исстари эти населенные пункты являлись дворцовыми селами московских великих князей и были обязаны поставлять в столицу рыбу.
В 1994—2006 годах Ловцы — центр Ловецкого сельского округа.

## Население
| 2002 | 2006  | 2010  |
| ---- | ----- | ----- |
| 1189 | ↘1180 | ↘1073 |

## Известные уроженцы
- Дементий Иванович Цикулин (1780—?) — крестьянин, описавший свои приключения в странах Ближнего Востока[5].
- Алексей Леонтьевич Ловецкий (1787—1840) — академик, профессор минералогии и зоологии, декан физико-математического факультета Московского университета.
- Михаил Николаевич Зилотин (1922—2001) — участник Великой Отечественной войны, кавалер ордена Славы всех степеней.
- Анатолий Иванович Сафронов (1922—2017) — Герой Социалистического Труда.
- Николай Александрович Малочуев (1925—1981) — полный кавалер ордена Славы, многолетний глава села.